# 鲁斯·巴德·金斯伯格 (电影)
是2018年美国纪录片，由贝西·韦斯特和朱莉·科恩联袂执导制片，讲述了美国最高法院大法官的一生。影片于2018年圣丹斯电影节首映后，2018年5月4日在美国上映。全球票房达1400万美元。影片被国家评论协会评为2018年最佳纪录片，同时获得奥斯卡最佳纪录片和英国电影学院奖最佳纪录片提名。

## 概述
美国最高法院大法官的职业生涯纵横数十年，期间她从律师事务所的小职员化身为流行文化标志。片中，金斯伯格追忆了她在纽约布鲁克林区的童年，她的大学生活，之后成为法务助理，到后来被总统吉米·卡特任命为司法部长，最终被比尔·克林顿提名为最高法院大法官的经历。

## 制作
导演贝西·韦斯特（Betsy West）和朱莉·科恩（Julie Cohen）此前曾制作多部关于金斯伯格的电影。2015年，两人觉得单独给她拍一部纪录片。2016年，两人在芝加哥和华盛顿多次跟拍金斯伯格的会议和演讲，总长20小时。2017年，两人面对面采访了她。

## 评价

### 票房
《鲁斯·巴德·金斯伯格》于2018年5月4日在34家影院小规模发行，首周末票房577,153美元，场均6,975美元。第二周，影片扩大到179家影院上映，周末票房120万美元，位列票房榜第10位。第三家扩大到375家影院，周末票房130万，位列第12；第四周票房10万，位列第10。影片因此成为2018年票房最高的独立电影 。

### 专业评价
汇总媒体烂番茄基于136条评论给影片打出94%的新鲜度，评论得分7.4/10。网站共识写道：“《鲁斯·巴德·金斯伯格》或许是在给钦佩最高法院大法官鲁思·巴德·金斯伯格的观众佈道，但这样做的确有用”。Metacritic评论数29条，得分72/100分，表示“普遍好评”。
《纽约时报》的A·O·斯科特表示：“影片的触点灵敏，精神轻快，但在严肃性或激情上没有出现过失。这些特质在反对者中产生了强烈的共鸣，或许证明出金斯伯格大法官和这部影片最持久的遗产，最重要的是，向她的发声致敬”。《好莱坞报道者》的莱丝莉·菲尔佩林（Leslie Felperin）写道：“《鲁斯·巴德·金斯伯格》是一部纪录片，与它的主题最高法院大法官鲁思·巴德·金斯伯格一样，非常清醒，彬彬有礼，高度智慧，一丝不苟，只是有点令人欣慰的沉闷。”

### 奖项
| 大奖               | 颁奖日期       | 奖项                         | 获奖者                 | 结果 | 参考          |
| ------------------ | -------------- | ---------------------------- | ---------------------- | ---- | ------------- |
| 评论家选择奖纪录奖 | 2018年11月10日 | 最佳纪录片                   | 《鲁斯·巴德·金斯伯格》 | 提名 | [ 13 ]        |
| 评论家选择奖纪录奖 | 2018年11月10日 | 最佳政治纪录片               | 《鲁斯·巴德·金斯伯格》 | 獲獎 | [ 13 ]        |
| 评论家选择奖纪录奖 | 2018年11月10日 | 最令人瞩目生者纪录片         |                        | 獲獎 | [ 13 ]        |
| 好莱坞音乐媒体奖   | 2018年11月14日 | 最佳纪录片原创音乐           | 米丽亚姆·卡特勒        | 提名 | [ 14 ]        |
| 好莱坞音乐媒体奖   | 2018年11月14日 | 最佳纪录片原创歌曲           | 黛安·沃伦              | 獲獎 | [ 14 ]        |
| 國家評論協會獎     | 2019年1月8日   | 最佳纪录片                   | 《鲁斯·巴德·金斯伯格》 | 獲獎 | [ 15 ]        |
| 电影之眼荣誉       | 2019年1月10日  | 观众选择奖                   | 《鲁斯·巴德·金斯伯格》 | 提名 | [ 16 ]        |
| 美国制片人工会奖   | 2019年1月19日  | 最佳院线纪录电影制作人       | 贝西·韦斯特和朱莉·科恩 | 提名 | [ 17 ]        |
| 美国导演工会奖     | 2019年2月2日   | 美国导演工会奖最佳纪录片导演 | 贝西·韦斯特和朱莉·科恩 | 提名 | [ 18 ]        |
| 英国电影学院奖     | 2019年2月10日  | 最佳纪录片                   | 贝西·韦斯特和朱莉·科恩 | 提名 | [ 19 ] [ 20 ] |
| 卫星奖             | 2019年2月17日  | 最佳纪录片                   | 《鲁斯·巴德·金斯伯格》 | 提名 | [ 21 ]        |
| 奥斯卡金像奖       | 2019年2月24日  | 最佳纪录片                   | 贝西·韦斯特和朱莉·科恩 | 提名 | [ 22 ]        |
| 奥斯卡金像奖       | 2019年2月24日  | 最佳原创歌曲                 | 黛安·沃伦              | 提名 | [ 22 ]        |